# ريتشارد كليمنت ويد
ريتشارد كليمنت ويد (بالإنجليزية: Richard Clement Wade)‏ هو مؤرخ أمريكي، ولد في 14 يوليو 1921، وتوفي في 18 يوليو 2008.